# Friedrich Gotthold Kunze

Friedrich Gotthold Kunze

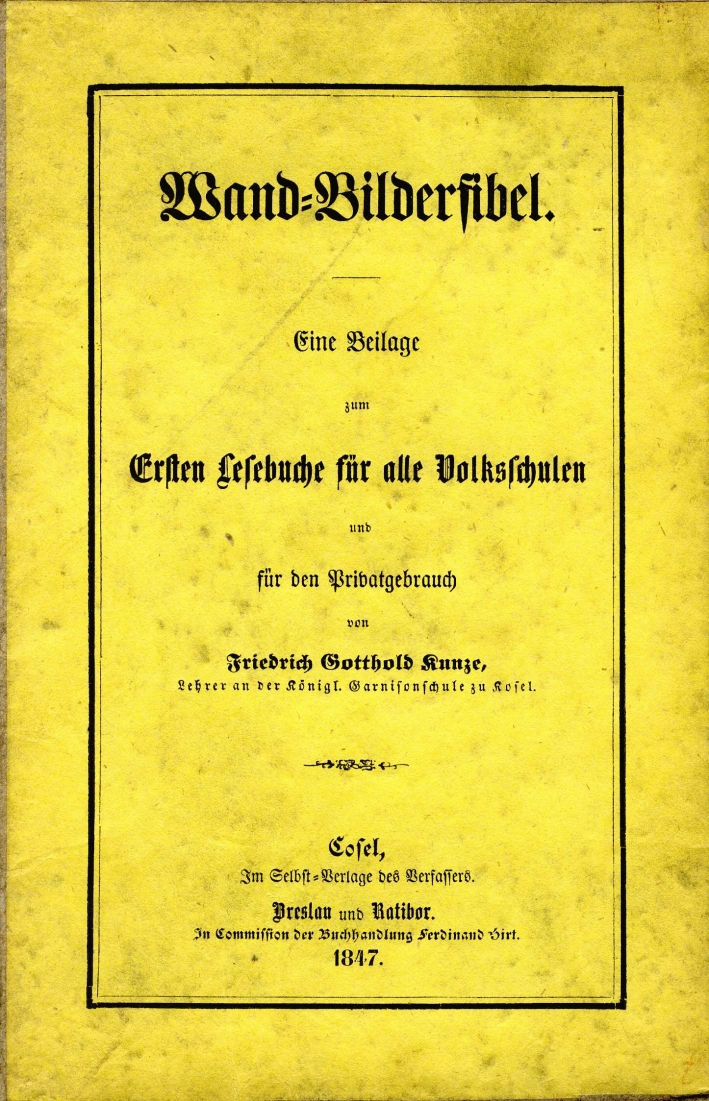
Wandbilderfibel von 1847

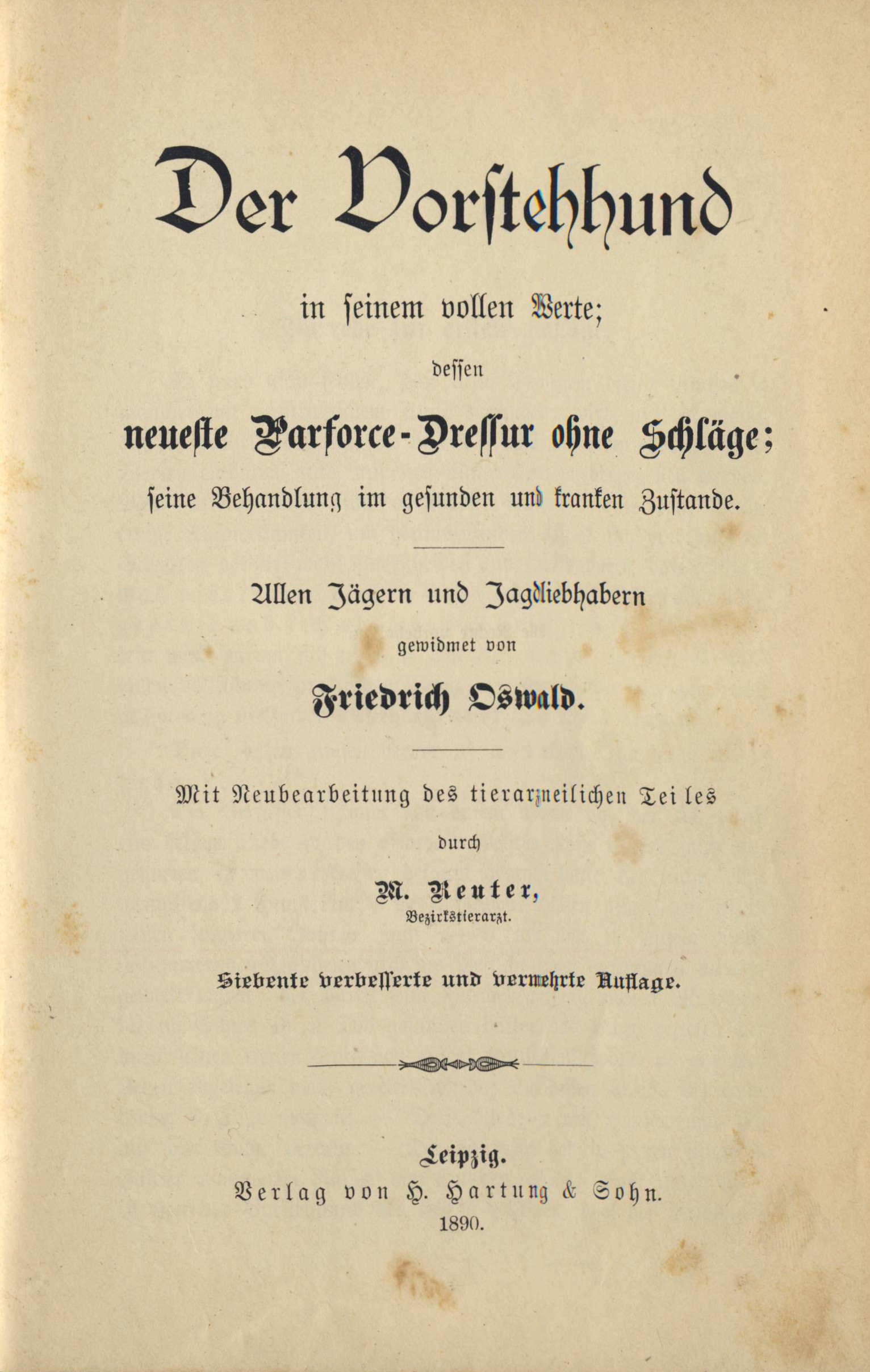
Der Vorstehhund, 1855

Friedrich Gotthold Peter Kunze (* 17. Oktober 1807 in Soldin, Kreis Bomst, Neumark; † 21. Januar 1876 in Ratibor, Oberschlesien) war ein deutscher Lehrer und Autor.

## Leben und Werk
Friedrich Gotthold Peter Kunze hat 1836 seine Tätigkeit an der Garnisonsschule in Cosel aufgenommen. Er war in zweiter Ehe verheiratet mit Emilie Florentine geb. Heintze (1817–1884). Aus der Ehe gingen zahlreiche Kinder hervor, darunter als ältester Sohn Karl Kunze (1840–1895), der ab 1893 für den deutschen Philologenverband „Kunzes Kalender“ herausgegeben hat. Nach Beendigung des Schuldienstes in Cosel zog Kunze nach Ratibor und wirkte dort lange als Stadtverordnetenvorsteher. Seinem Unternehmungsgeist verdankte die Stadt Ratibor mit dem Straßenbahnbau, dem Bau von Wasserleitungen, den auf seine Veranlassung gepflanzten Maulbeerbaum-Alleen sowie der Seidenraupenzucht recht viel.

### Wand-Bilderfibel
Seine erste Publikation, die „Wand-Bilderfibel“, stammt aus dem Jahre 1847, eine Beilage zum „Ersten Lesebuche für alle Volksschulen und für den Privatgebrauch“ von Friedrich Gotthold Kunze, Lehrer an der Königlichen Garnisonsschule zu Kosel. Mit rund 40 Jahren stellt er seine Erfahrungen als Lehrer in einem sehr frühen Schulbuch anschaulich zusammen und veröffentlicht diese erst einmal im Selbstverlag. Hierbei soll es sich um die erste deutsche  Wandbilderfibel überhaupt gehandelt haben. Seine Ausarbeitung wird dann mit der Angabe „Breslau und Ratibor. In Commission der Buchhandlung Ferdinand Hirt“ in Schlesien verbreitet. Die Wand-Bilderfibel gilt als Grundlage der später von Ferdinand Hirt aufgelegten Schulbücher.

## Friedrich Oswald
Im Jahre 1855 veröffentlichte Friedrich Gotthold Kunze unter dem Pseudonym „Friedrich Oswald“ das Buch Der Vorstehhund in seinem vollen Werthe; dessen Parforce-Dressur ohne Schläge; seine Behandlung in guten und bösen Tagen. Dieses umfangreiche kynologische Buch war das erste Hundeausbildungsbuch überhaupt und ist ein Klassiker in der Jagdwelt. Es wurde nach 1855 mehrfach wiederaufgelegt. Vor dem Hintergrund praktischer Erfahrung als Hundehalter und Jäger erläutert der Autor die Bereiche Aufzucht, Abrichtung und Haltung von Jagdhunden. Insbesondere die 146 einzelnen Übungen zur Stubendressur, zur Dressur im Freien und auf der Jagd können als Grundlage jeder Hundeschule gelten und sind, soweit nicht auf die Jagd bezogen, allgemein gültig. Ab der siebenten Auflage verfügt dieses kynologische Grundlagenwerk über einen ausführlichen tierarzneilichen Teil durch den Tierarzt M. Reuter. (Im März 2012 ist im Verlag Lightning Source UK Ltd eine Reproduktion der Originalausgabe erschienen.)
In der schlesischen Fachzeitschrift Der Heger ist hierzu 50 Jahre nach dem Tod des Autors in Heft 25 vom 25. Juni 1926 ein Bericht „Zur Lebensgeschichte des ‚alten Oswald‘“ von E. Kayser-Ohlau erschienen. Knapp 100 Jahre nach der ersten Veröffentlichung erschien in der bundesweiten Fachzeitschrift Die Pirsch noch einmal eine ausführliche Würdigung des „Friedrich Oswald“ und seiner grundlegenden Publikation.